# (488202) 2015 XB253
(488202) 2015 XB253 es un asteroide perteneciente al cinturón de asteroides, región del sistema solar que se encuentra entre las órbitas de Marte y Júpiter.
Fue descubierto el 31 de mayo de 2014 por el equipo del telescopio Pan-STARRS desde el observatorio de Haleakala.

## Designación y nombre
Designado provisionalmente como 2015 XB253.

## Características orbitales
(488202) 2015 XB253 está situado a una distancia media del Sol de 2,868 ua, pudiendo alejarse hasta 3,273 ua y acercarse hasta 2,462 ua. Su excentricidad es 0,141 y la inclinación orbital 15,983 grados. Emplea 1773,68 días en completar una órbita alrededor del Sol.
Pertenece a la familia de asteroides de (293) Brasilia.

## Características físicas
La magnitud absoluta de (488202) 2015 XB253 es 16,51.